# Reg Strikes Back
Reg Strikes Back er det enogtyvende studiealbum af den britiske sanger Elton John, og blev udgivet i 1988. Albummet er det sidste hvor bassisten Dee Murray spillede. Albumcoveret indeholder kostumer og tilbehør fra Elton Johns garderobe.
Sangene "I Don't Wanna Go on with You Like That" og "A Word in Spanish" nåede nummer to og nummer nitten på Billboard Hot 100. Albummet blev certificeret guld den 19. august 1998 af Recording Industry Association of America.

## Sporliste
Alle sange er skrevet af Elton John og Bernie Taupin, medmindre andet er angivet.
| #   | Titel                                    | Sangskriver(e)                | Længde |
| --- | ---------------------------------------- | ----------------------------- | ------ |
| 1.  | "Town of Plenty"                         |                               | 3:38   |
| 2.  | "A Word in Spanish"                      |                               | 4:37   |
| 3.  | "Mona Lisas and Mad Hatters (Part Two)"  |                               | 4:12   |
| 4.  | "I Don't Wanna Go on with You Like That" |                               | 4:35   |
| 5.  | "Japanese Hands"                         |                               | 4:38   |
| 6.  | "Goodbye Marlon Brando"                  |                               | 3:28   |
| 7.  | "The Camera Never Lies"                  |                               | 4:34   |
| 8.  | "Heavy Traffic"                          | John, Taupin, Davey Johnstone | 3:26   |
| 9.  | "Poor Cow"                               |                               | 3:48   |
| 10. | "Since God Invented Girls"               |                               | 4:38   |

## Musikere
- Elton John – keyboard, vokal, baggrundsvokal
- Fred Mandel – synthesizer
- Davey Johnstone – guitar, baggrundsvokal
- Pete Townshend – guitar
- David Paton – basguitar
- Charlie Morgan – trommer
- Ray Cooper – tamburin, maracas
- Freddie Hubbard – trompet, flygelhorn
- Dee Murray – baggrundsvokal
- Nigel Olsson – baggrundsvokal